# Psychotria sclerocarpa
Psychotria sclerocarpa är en måreväxtart som beskrevs av W.Arthur Whistler. Psychotria sclerocarpa ingår i släktet Psychotria och familjen måreväxter. Inga underarter finns listade i Catalogue of Life.